# 스톰트루퍼 효과
스톰트루퍼 효과(stormtrooper effect) 또는 사악한 사수 법칙(Principle of Evil Marksmanship)이란 활극 영화에 나오는 악역들이 총을 아무리 쏘아대도 주인공들은 전혀 맞지 않거나 또는 거의 피해를 입지 않는 것을 의미한다.
‘사악한 사수 법칙’이라는 용어를 처음 사용한 사람은 1980년대 영화 평론가 로저 이버트이다. 그는 Little Movie Glossary에 이 법칙을 다음과 같이 기술하고 있다.
| “ | 악당들은 영화 속에서 언제나 형편없는 사격 실력을 보인다. 우지 기관단총을 들고 있는 악당 셋은 주인공을 추격하면서 그에게 수천발의 총알을 난사하나 주인공은 맞지 않고, 이 와중에 주인공은 권총으로 악당들을 맞춰 잡는다. | ” |

이 기제는 서부극 및 활극 영화, 격투 영화, 만화, 애니메이션에 자주 등장하며, 종종 비평가 및 팬들에게 풍자거리로 다루어진다. 유사한 개념으로 ‘스톰 트루퍼 효과’가 있다.
《스타 워즈》시리즈에 등장하는 제국군 스톰트루퍼들은 머릿수에서 압도적이며, 전문적인 군사 훈련 및 교육을 받았고, 중무장을 했으며, 뛰어난 화력을 지닌 무기를 착용하고 있고, 비중 없는 아군 조연을 손쉽게 제압하는 반면, 주인공들에게는 해를 가하기는 고사하고 건드리지도 못한다. 영화에서 오비완 케노비가 루크 스카이워커에게 다음과 같이 역설적인 내용을 말하는 장면이 나온다. "제국군 스톰 트루퍼들이 가장 명사수지"(Only Imperial stormtroopers are so precise). 제다이의 귀환에서는 스톰트루퍼(제국군 중 최정예 부대이다)들이 기술력에서 열등한 이웍들(물매, 돌멩이, 몽둥이, 활로 무장했다)에게 쉽게 제압당하는 장면이 나온다.
SF 소설가이자 영화평론가 듀나는 스톰 트루퍼의 임무는 일당백의 싸움을 하는 주인공을 돋보이게 하는 것이라고 지적한다. 심지어 스톰 트루퍼들은 모두 똑같이 생긴 투구를 쓰고 있기 때문에 서로 구분도 되지 않는다. 결국 스톰 트루퍼가 아무리 많이 죽어도 관객들은 죄책감을 느끼지 않게 된다. 스톰 트루퍼는 단지 소모품적 숫자에 불과하다. 이런 몰개성한 일회용적 ‘스톰 트루퍼’는 비단 스타워즈 시리즈뿐 아니라, 영화의 탄생 초기부터 존재했다.